# مرتضى أحمدي
مرتضى أحمدي (بالفارسية: مرتضی احمدی) (مواليد 01 نوفمبر 1924 - الوفاة 21 ديسمبر 2014) إيراني بدأ مسيرته الفنية عام 1942.

## وصلات خارجية
- مرتضى أحمدي على موقع IMDb (الإنجليزية)
- مرتضى أحمدي على موقع ديسكوغز (الإنجليزية)
- مرتضى أحمدي على موقع قاعدة بيانات الفيلم (الإنجليزية)